# Руденко Дмитро Миколайович
Дмитро́ Микола́йович Руде́нко (27 грудня 1984 — 12 серпня 2014) — прапорщик Збройних сил України, учасник російсько-української війни.

## Життєвий шлях
Народився 1984 року в селі Великі Бубни (Роменський район, Сумська область). Закінчив Новоград-Волинську ЗОШ № 10 художньо-естетичного профілю. У липні 2002 року вступив до Львівського військового інституту гетьмана Петра Сагайдачного при Національному університеті «Львівська політехніка», де навчався за спеціальністю «Музичне мистецтво». Працював у Центрі військового мистецтва Повітряних Сил в/ч А0215 (Вінниця), з 2007 року — в оркестрі ВОС-917029 30-ї ОМБр. З 2013 року служив у механізованому батальйоні на бойовій машині. Прапорщик, командир бойової машини — командир відділення 9 роти 3 механізованого батальйону.
5 серпня 2014 року 3 БМП та 1 танк зайняли висоту поблизу Никифорового, керував блокпостом старший лейтенант Артем Абрамович, ще за кілька кілометрів розміщено ще два блокпости.
12 серпня на блокпост старшого лейтенанта Абрамовича відійшли 1 танк і 2 БМП з сусіднього блокпоста. Із штабом зв'язатися не вдалося. Після «наради лейтенантів» вирішили прориватися до своїх на Міусинськ, куди й прибули. Старший лейтенант, що керував у Міусинську, наказав повернутися на висоту та захищати тил бригади.
Після зайняття попередньої позиції побачили, як з півдня почався обстріл «Градами», проте ракети пролетіли далі. Почала стріляти ворожа артилерія. Запросивши в штабу артилерійську допомогу, почули відповідь: «снарядів немає». Незабаром на блокпост вийшли 4 танки, перший з яких був Т-64 з білими смугами, як в українських, з другого напрямку наступала піхота терористів. Після перших пострілів у одного танка заклинило гармату, на той час уже були підбиті 2 БМП. Абрамович наказав підлеглим відходити, сам лишився прикривати відступ.
12 серпня 2014 року танк Т-64, екіпаж якого: старший лейтенант Артем Абрамович — командир танка, сержант Ярослав Антонюк — механік-водій, та солдат — навідник, вступив у двобій з російським Т-72. У двобої танки таранили одне одного. Український екіпаж відтоді вважався зниклим безвісти. У бою було знищено 2 танки Т-72, українські сили втратили Т-64 — Абрамович, Антонюк, Петро Барбух та БМП-2 — загинули прапорщик Дмитро Руденко та сержант Борис Луцько.
Упізнаний за експертизою ДНК в Запоріжжі. 19 березня 2015 року в Новограді-Волинському відбулося прощання з полеглим воїном.
Залишилися дружина Ірина та троє неповнолітніх дітей — Владислав (від попереднього шлюбу матері), Іван та Дарина.

## Нагороди та вшанування
За особисту мужність і героїзм, виявлені у захисті державного суверенітету та територіальної цілісності України, вірність військовій присязі під час російсько-української війни, відзначений — нагороджений
- орденом «За мужність» III ступеня (22.9.2015, посмертно)
- в Новоград-Волинській ЗОШ № 10 відкрито меморіальну дошку випускнику Дмитру Руденку
- Вшановується на щоденному ранковому церемоніалі вшанування українських захисників, які загинули цього дня у різні роки внаслідок російської збройної агресії[1].
- Його портрет розміщено на меморіалі «Стіна пам'яті полеглих за Україну» в Києві: секція 2, ряд 3, місце 36.
- Почесний громадянин Новограда-Волинського (2021; посмертно)[2]